# Rod Robbie
Pour les articles homonymes, voir Robbie.
Roderick George Robbie, OC (15 septembre 1928 – 4 janvier 2012) est un architecte canadien. Il est connu pour avoir conçu le Pavillon du Canada à l'Exposition universelle de 1967 et le Centre Rogers de Toronto.
En 2003, il a été nommé officier de l'Ordre du Canada en tant qu'« architecte connu pour son innovation ».

## Œuvres

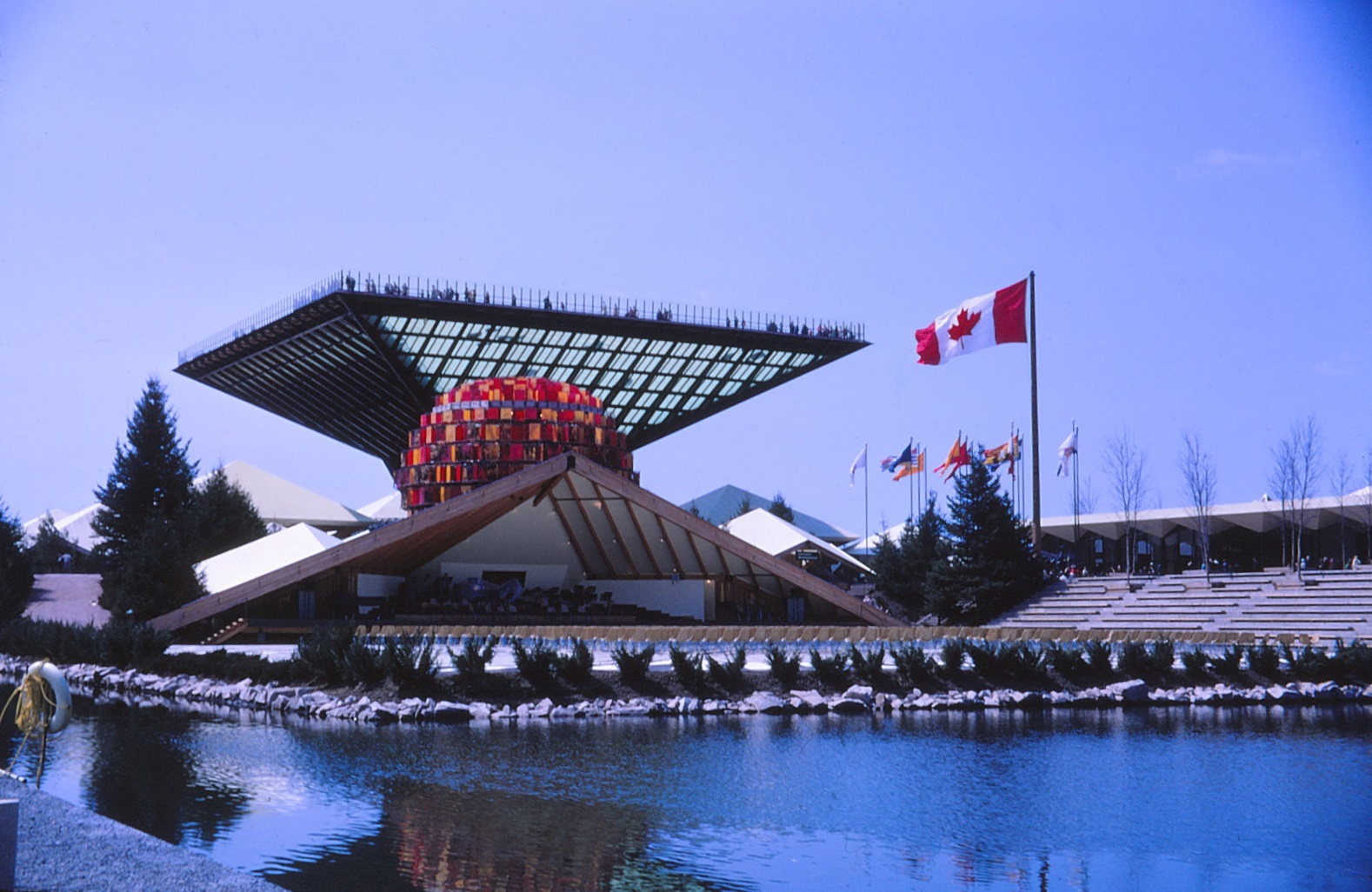
Le pavillon du Canada en mai 1967.
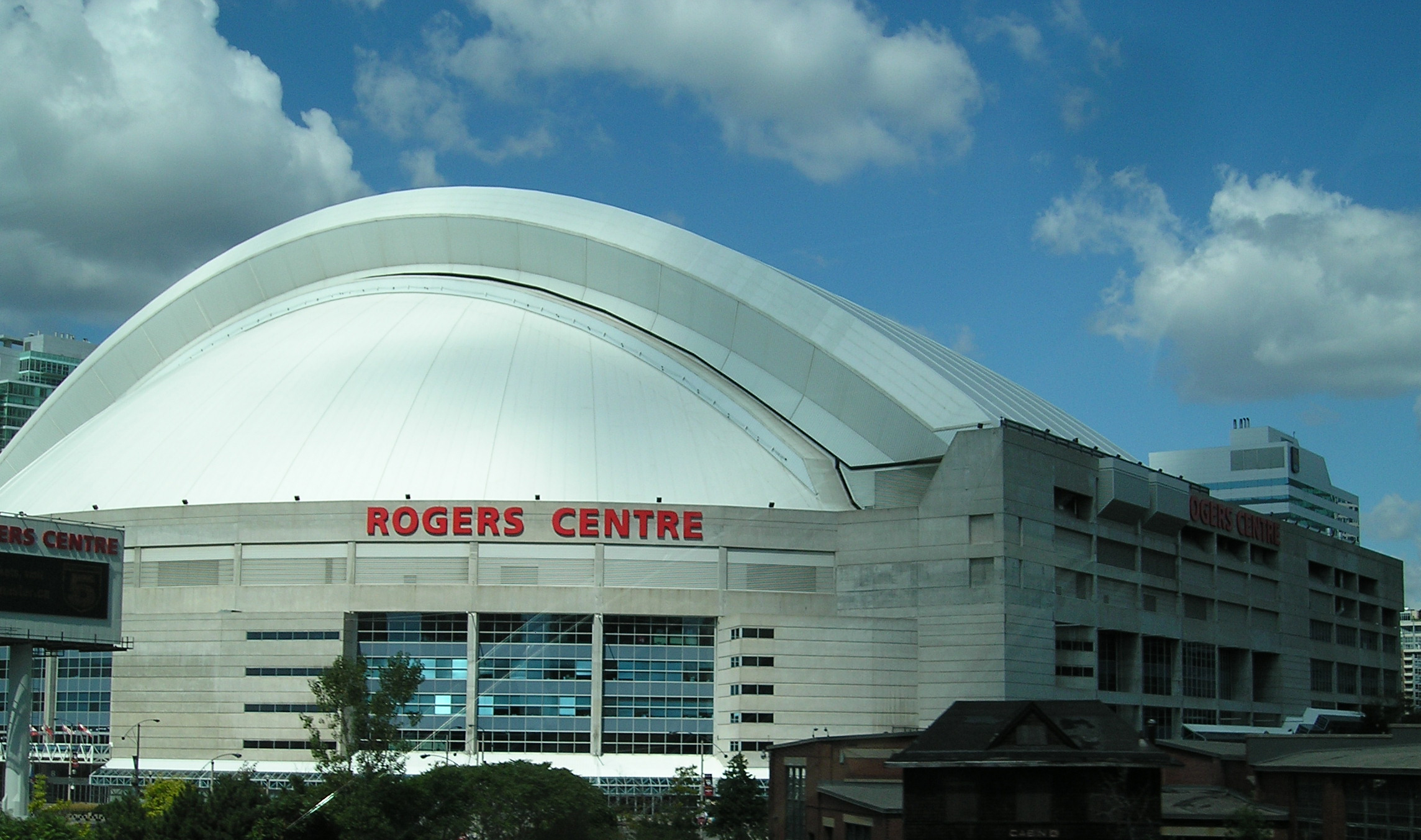
Le Centre Rogers de Toronto en 2005.
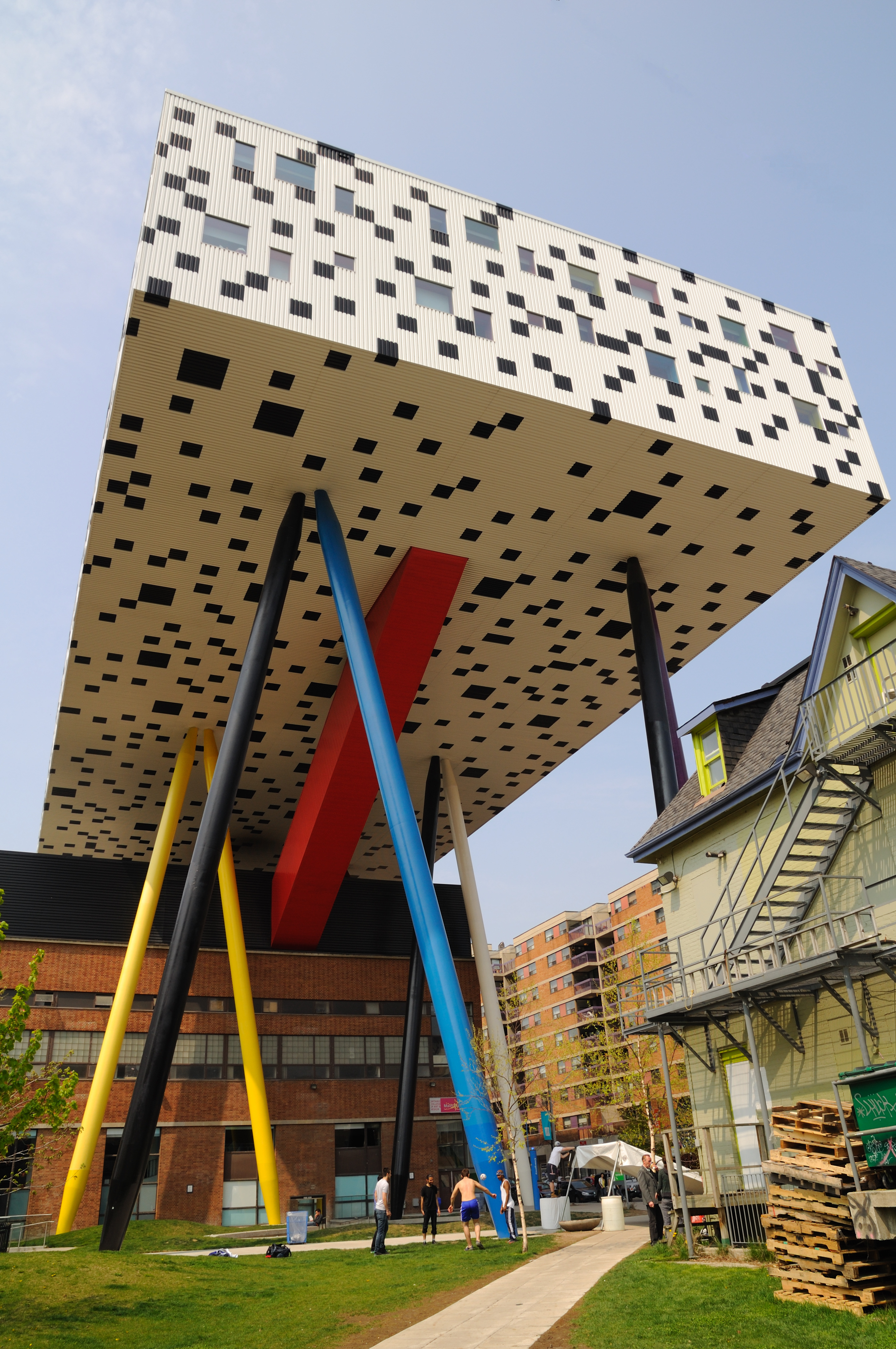
Le Sharp Centre for Design en 2004, avec Will Alsop (en)